# Viliam Široký
Viliam Široký (Praga, 31 maggio 1902 – Praga, 6 ottobre 1971) è stato un politico cecoslovacco, esponente del Partito Comunista della Cecoslovacchia e primo ministro della Cecoslovacchia dal 21 marzo 1953 al 19 settembre 1963.
Dopo la morte di Antonín Zápotocký ricoprì per un breve periodo ad interim la carica di Presidente  della Cecoslovacchia (dal 13 al 19 novembre 1957).